# 광영양생물

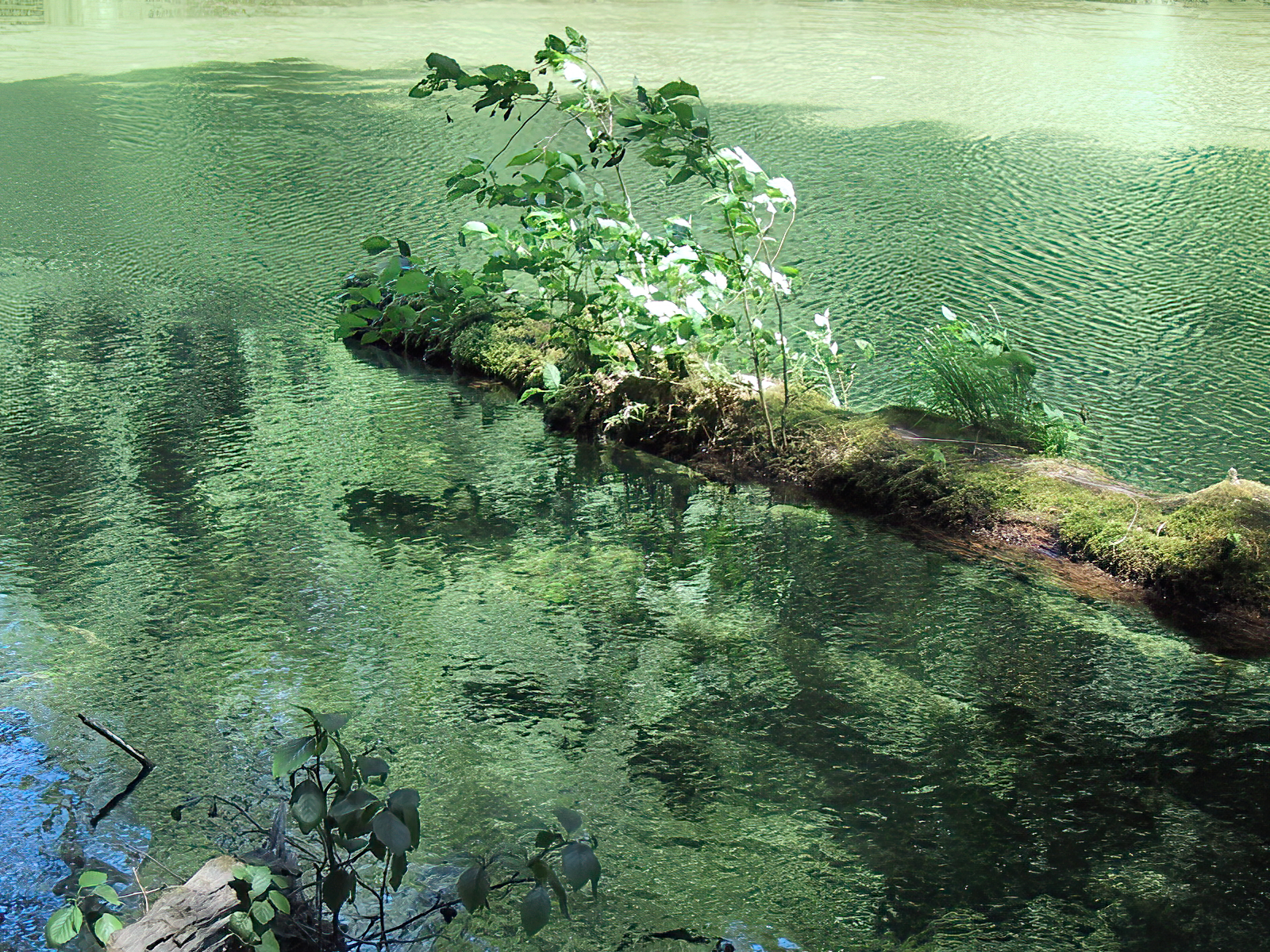
육상 및 수생 광영양생물: 식물이 조류가 풍부한 물에 떠 있는 통나무에서 자라고 있다.

광영양생물(光營養生物, 영어: phototroph)은 복잡한 유기 화합물(예: 탄수화물)을 생성하고 에너지를 얻기 위해 광자 포획을 수행하는 생물체이다. 이 용어는 "빛(light)"을 의미하는 고대 그리스어 "φῶς (phôs)", "φωτός(phōtós)"와 "영양(nourishment)"을 의미하는 "τροφή(trophḗ)"에서 유래하였다. 광영양생물은 빛에너지를 사용하여 다양한 세포 대사 과정을 수행한다. 광영양생물이 의무적으로 광합성을 수행한다는 것은 일반적인 오해이다. 전부는 아니지만 많은 광영양생물은 보통 광합성을 한다. 이들은 구조적으로 기능적으로 또는 이후의 이화작용을 위한 공급원(예: 녹말, 당 및 지방의 형태)으로 활용될 수 있도록 이산화 탄소를 동화작용을 통해 유기 화합물로 전환한다. 모든 광영양생물은 전자전달계를 사용하거나 직접적인 양성자 펌핑을 사용하여 세포에 에너지 화폐 분자(ATP)를 제공하기 위해 ATP 생성효소에 의해 사용되는 전기화학적 기울기를 생성한다. 광영양생물은 독립영양생물 또는 종속영양생물일 수 있다. 전자 공여체가 무기 화합물(예: 일부 홍색황세균의 경우 Na
2S
2O
3, 일부 녹색황세균의 경우 H
2S)인 경우 무기영양생물이라고도 하며 일부 광독립영양생물(영어: photoautotroph)은 광무기독립영양생물(영어: photolithoautotroph)이라고도 한다. 광영양생물의 예로는 로도박터 캅술라투스(Rhodobacter capsulatus), 크로마티움속(Chromatium), 클로로비움속(Chlorobium)이 있다.

## 역사
원래 다른 의미로 사용되었던 이 용어는 1946년 앙드레 르보프와 공동연구자들에 의해 현재의 의미로 정착되었다.

## 광독립영양생물
잘 알려진 광영양생물의 대부분은 독립영양생물(광독립영양생물이라고도 함)이며 탄소를 고정할 수 있다. 이는 주변 환경에서 전자 공여체의 산화를 통해 에너지를 얻는 화학영양생물과 대조될 수 있다. 광독립영양생물은 빛을 에너지원으로 사용하여 무기 화합물로부터 자신의 양분을 합성할 수 있다. 광독립영양생물은 때때로 완전식물성영양(holophytic)생물이라고도 한다.
산소발생 광합성 생물은 빛 에너지를 흡수하기 위해 엽록소를 사용하고 물을 산화시켜 산소 분자를 발생시킨다.

### 생태학
생태학적 맥락에서 광영양생물은 종종 이웃한 종속영양생물의 먹이가 된다. 육상 환경에서는 식물이 주된 종류인 반면 수생 환경에서는 조류(예: 다시마), 기타 원생생물(예: 유글레나), 식물성 플랑크톤 및 세균(예: 남세균)과 같은 다양한 광영양생물이 서식한다.
남세균은 산소발생 광합성을 수행하는 원핵생물로 담수, 바다, 토양 등 다양한 환경 조건을 차지한다. 남세균은 식물과 같은 광합성을 수행하는 데 그 이유는 광합성을 수행하는 식물의 세포소기관인 엽록체가 내공생 남세균에서 유래되었기 때문이다. 남세균은 CO2 환원 반응을 수행하기 위해 물을 전자 공급원으로 사용할 수 있다.
광무기독립영양생물은 빛 에너지와 무기 전자 공여체(예: H2O, H2, H2S) 및 CO2를 탄소원으로 사용하는 독립영양생물이다.

## 광종속영양생물
광독립영양생물과는 달리 광종속영양생물은 에너지를 빛에만 의존하고 탄소를 주로 유기 화합물에 의존하는 생물이다. 광종속영양생물은 광인산화를 통해 ATP를 생성하지만 환경에서 얻은 유기 화합물을 사용하여 자신의 구조 및 생체분자를 만든다.

## 빛을 포착하는 분자에 따른 분류
대부분의 광영양생물은 엽록소 또는 관련 세균엽록소를 사용하여 빛을 포착하여 엽록광영양생물(영어: chlorophototroph)로 알려져 있다. 그러나 다른 것들은 레티날을 사용하여 레티날광영양생물(영어: retinalophototroph)이다.

## 순서도

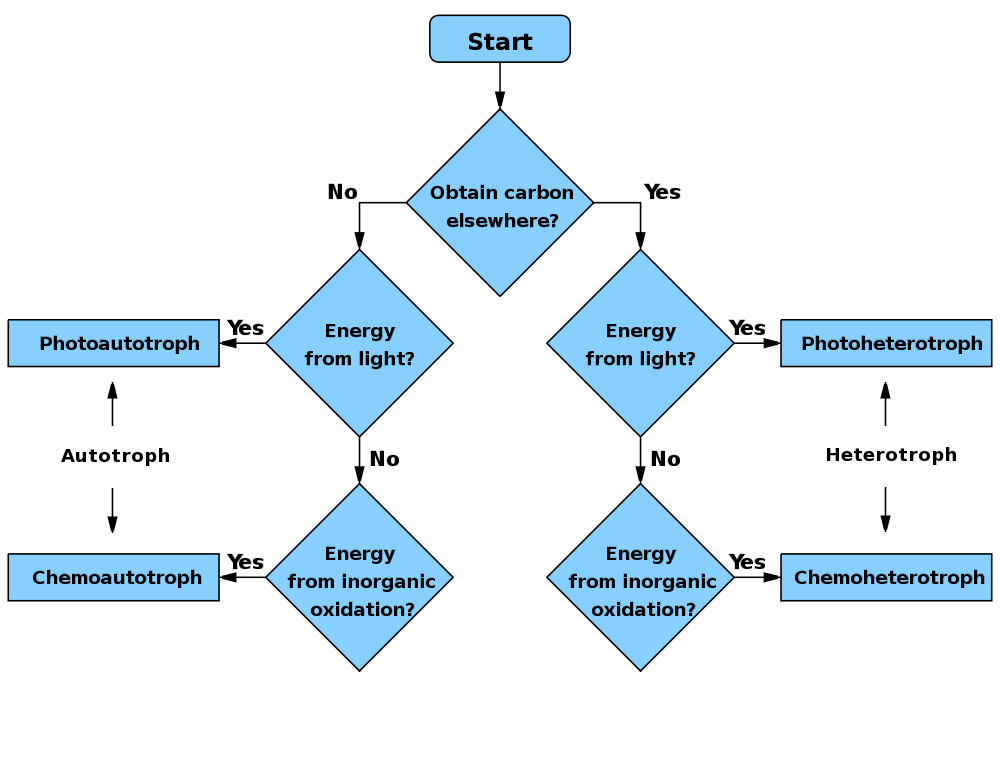
생물종이 독립영양생물, 종속영양생물 또는 그 하위 유형인지 확인하는 순서도

| 에너지원탄소원 | 화학영양생물     | 광영양생물     |
| -------------- | ---------------- | -------------- |
| 독립영양생물   | 화학독립영양생물 | 광독립영양생물 |
| 종속영양생물   | 화학종속영양생물 | 광종속영양생물 |

## 같이 보기
- 영양적 분류
- 종속영양생물
- 독립영양생물
- 무기영양생물
- 유기영양생물